# Manhattan híd
A Manhattan híd függőhíd New Yorkban az East River felett, mely összeköti Manhattan alsó részét (Canal Street) Brooklynnal (Flatbush Avenue). Ez volt az utolsó függőhíd, melyet az East River alsó részén építettek (előtte a Brooklyn híd és a Williamsburg híd épült meg a közelben).
A híd 1909. december 31-én készült el, tervezője Leon Moisseiff, aki később a hírhedt Tacoma Narrows hidat tervezte,  mely 1940-ben egy szélviharban összeomlott.
A felső szinten négysávos autóút van. Az alsó szinten három sáv van, négy földalatti vasúti pálya, egy gyalogos járda és egy kerékpársáv.
A hídon nem szednek hídpénzt.
Az eredeti gyalogosjárda 40 év után nyílt meg újra a déli oldalon.
- A legnagyobb fesztávolság: 448 m
- A függesztő kábelek hossza: 983 m
- Teljes hossz: 2089 m

A híd szomszédságában található a híres Brooklyn híd, New York egyik jelképe. A híd százéves évfordulója alkalmából egy sor rendezvényt tartottak, ennek keretében tűzijáték és vidám felvonulás volt a hídon 2009. október 9-én.

## Diadalív és oszlopsor

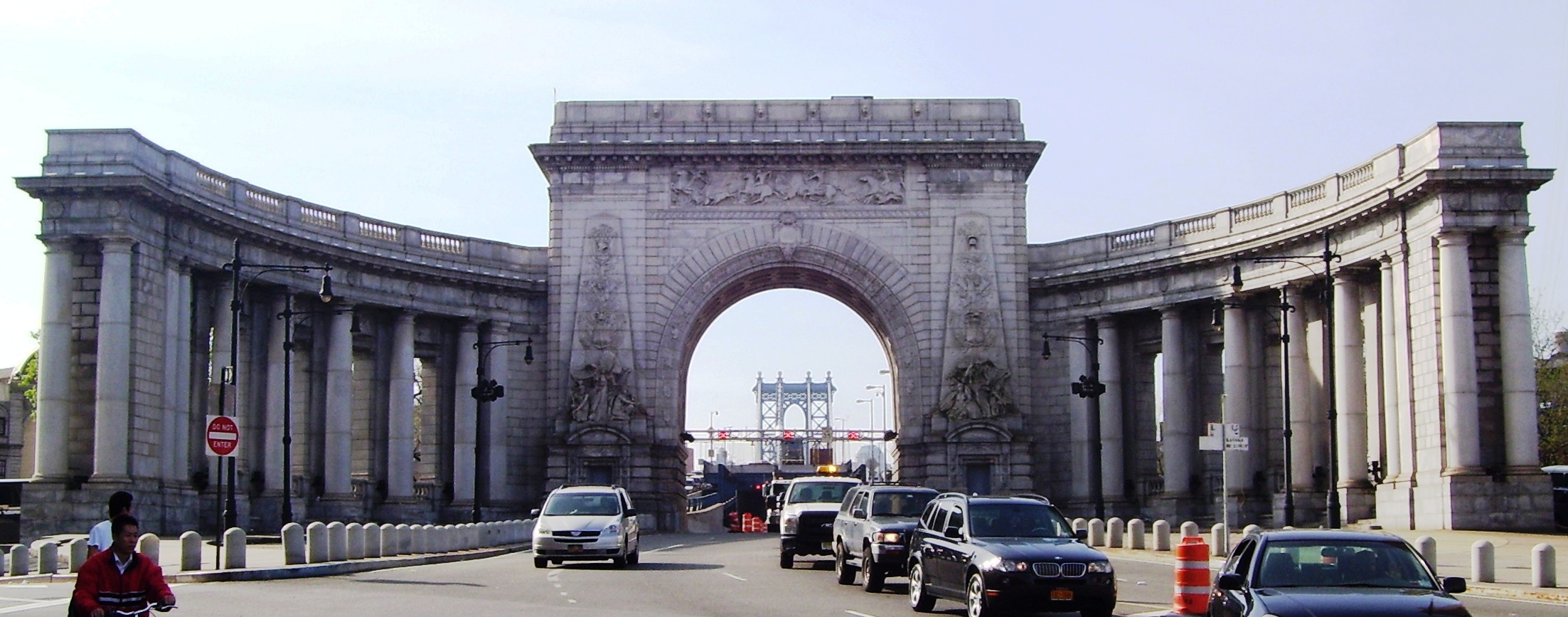
Diadalív a híd bejáratánál

Miután a hidat átadták a forgalomnak, 'Carrère and Hastings' építészeti cég tervet adott be a városnak, hogy a “Szép város” mozgalom keretében a híd manhattani bejáratánál egy díszes építmény “köszöntse” a hídra lépőket.
A képen is látható diadalív és oszlopsor 1915-re készült el. Számos alkalommal tervezték az építmény eltávolítását, de 2000-ben restaurálták és megmaradt.

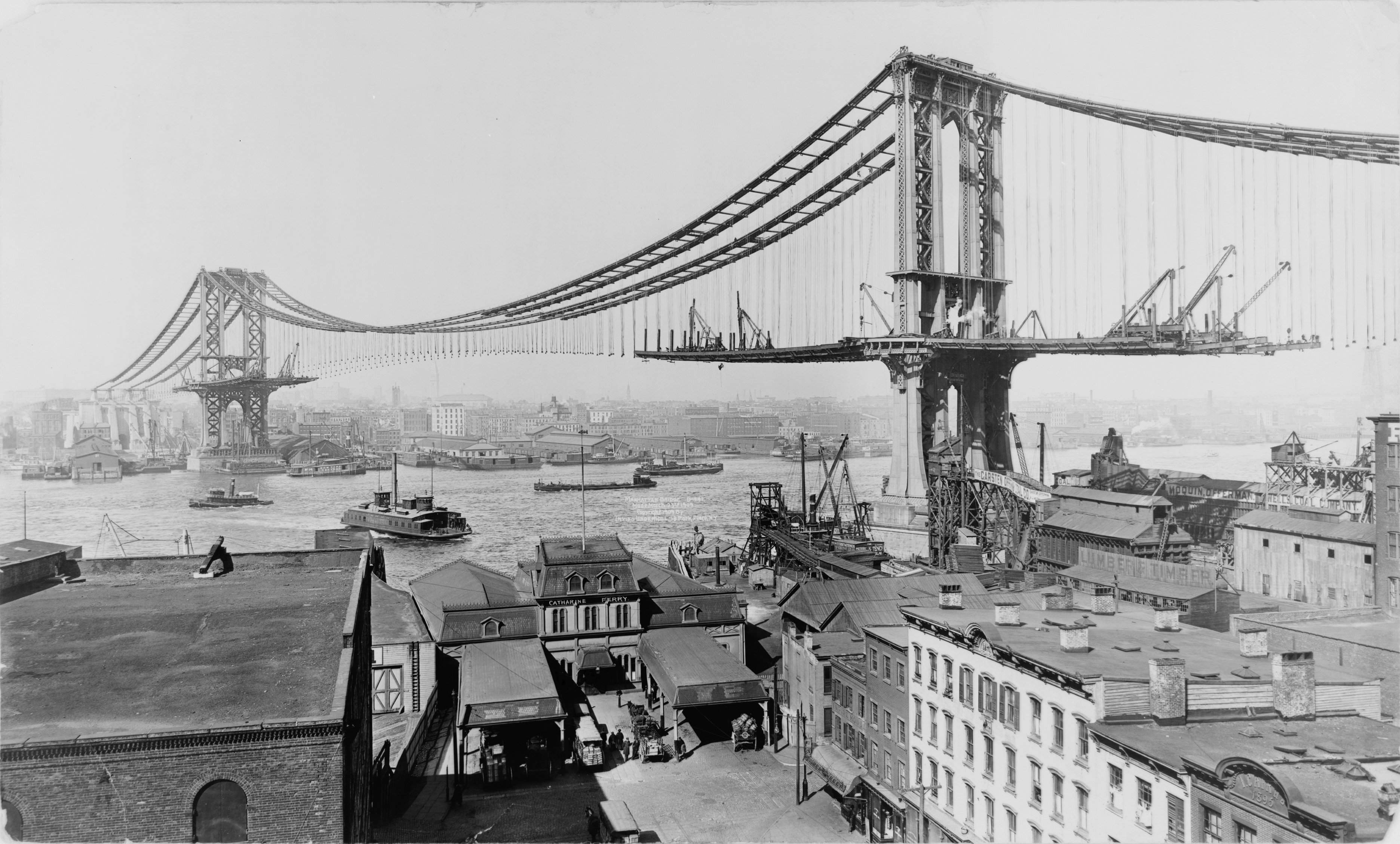
A híd építése 1909-ben

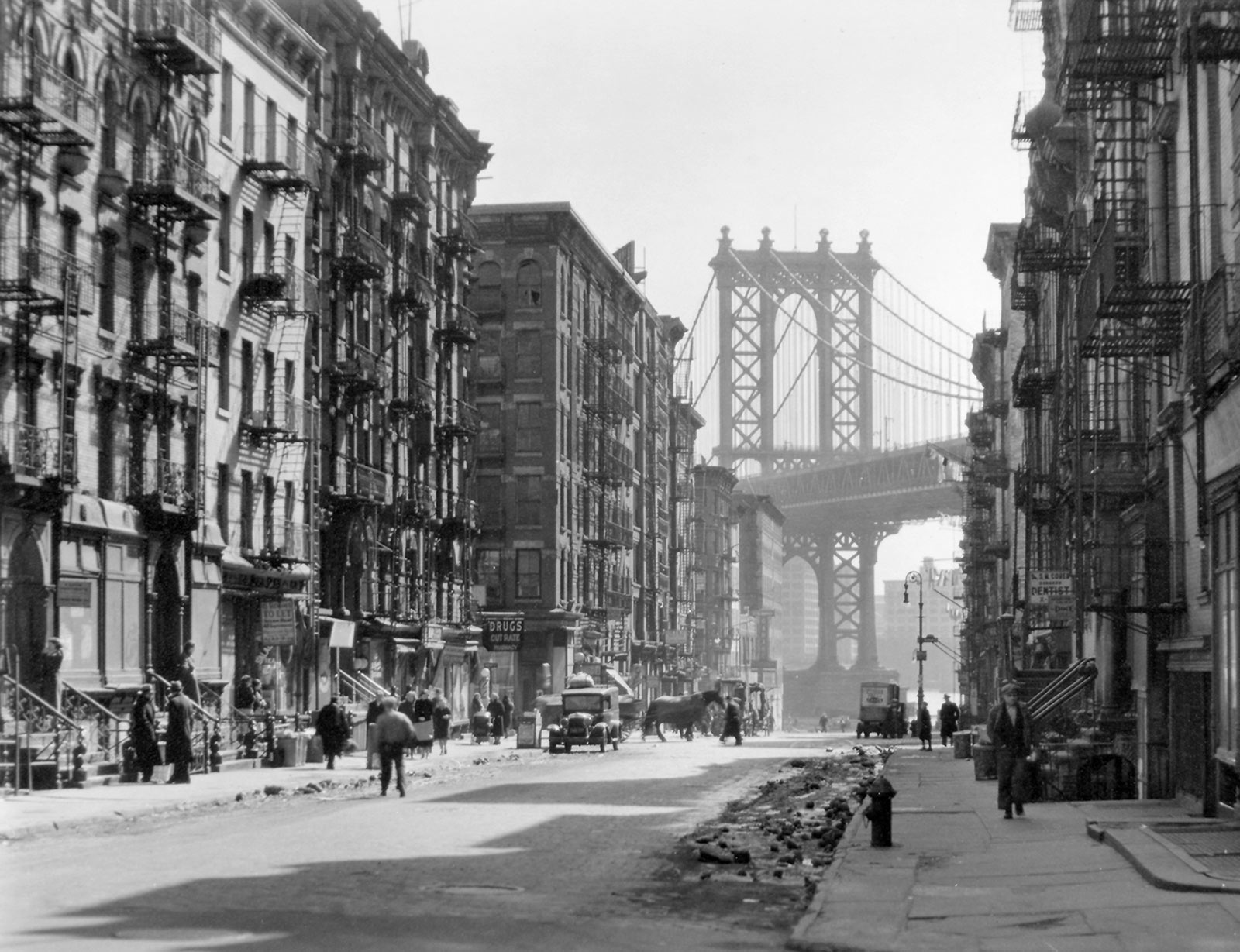
Látkép 1936-ból

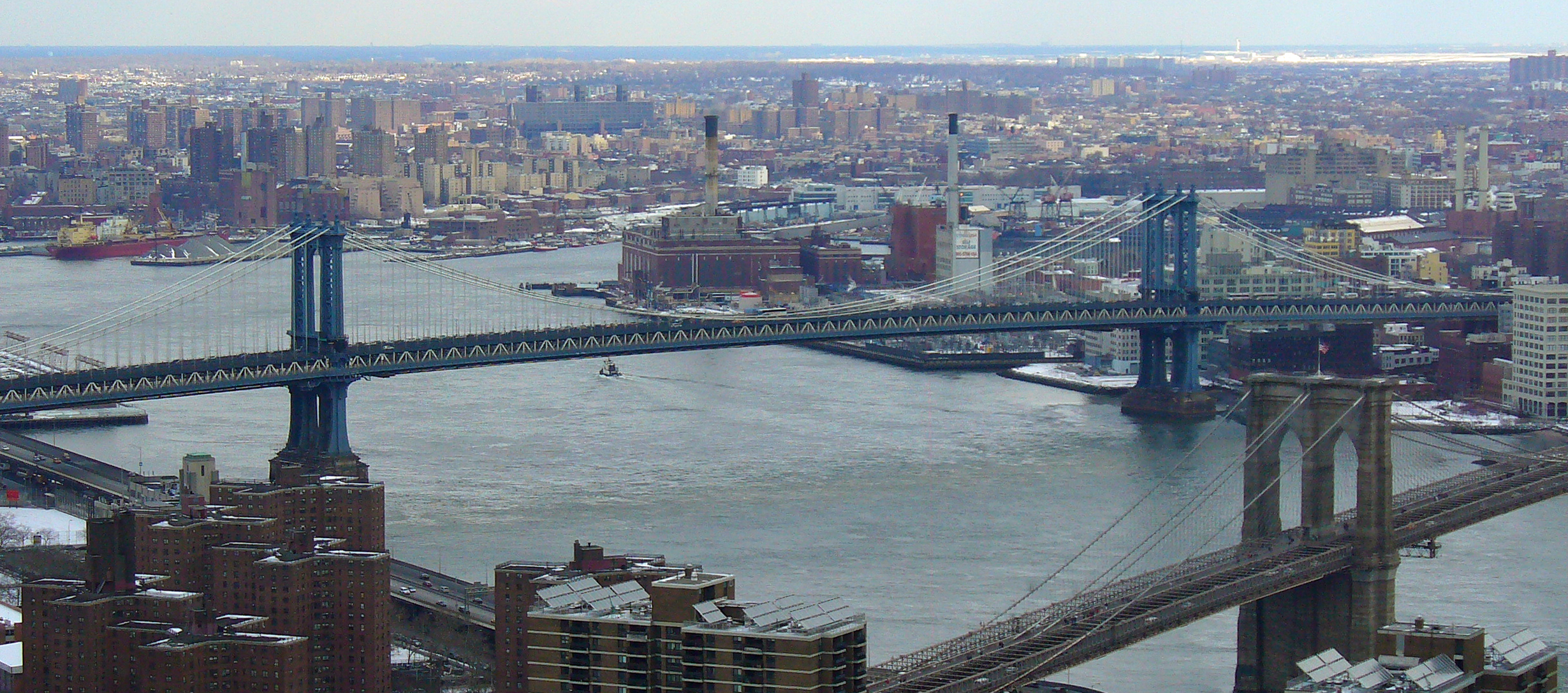
A Manhattan híd az East River felett

## A híd a filmekben
A Manhattan híd számos filmben szerepel:
- 1984: The lonely guy
- 1984: Once Upon a Time in America
- 1994: The Cowboy Way
- 1995: Mindörökké Batman
- 1999: Aftershock: Earthquake in New York
- 2005: King Kong
- 2006: The Interpretation of Murder
- 2007: Legenda vagyok
- 2009: The Taking of Pelham 123